# Wiprecht von Groitzsch

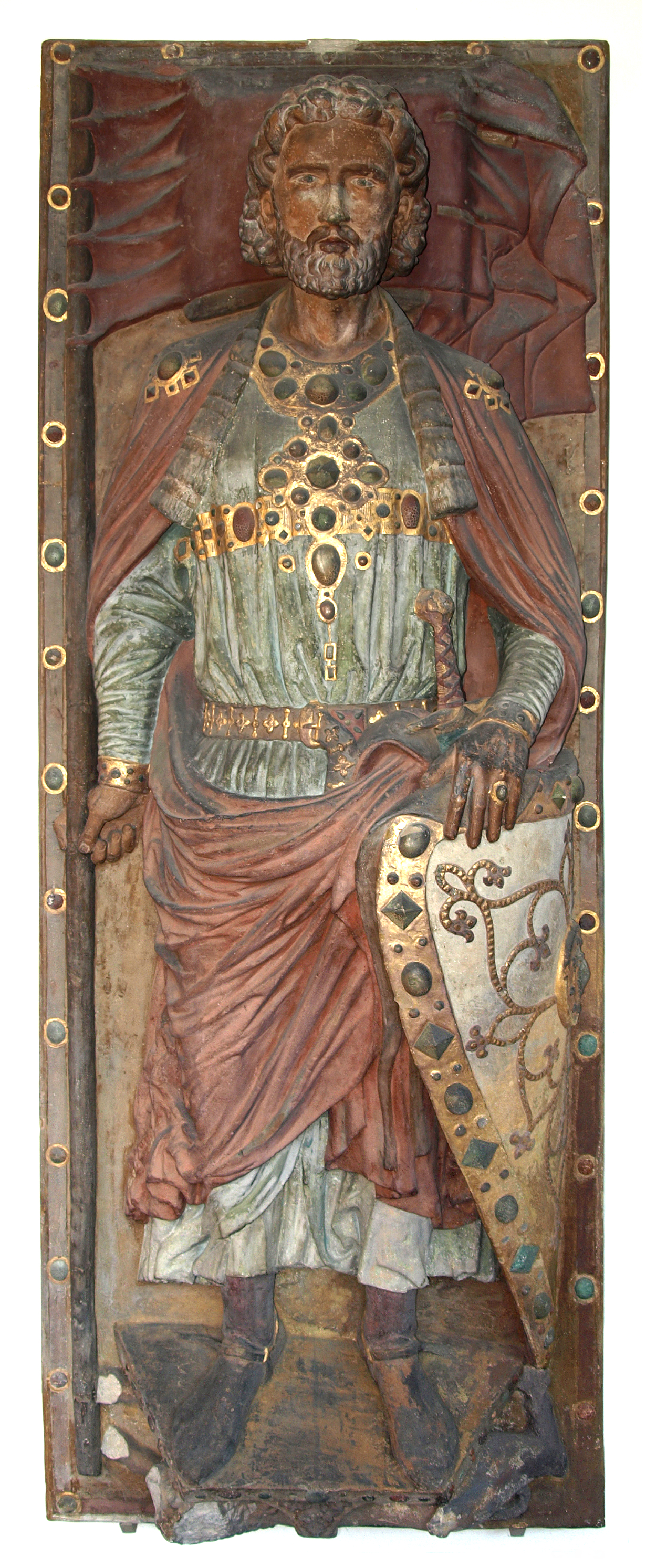
Kenotaph aus der Zeit um 1230 des Grafen Wiprecht von Groitzsch in der Pegauer Stadtkirche

Markgraf Wiprecht von Groitzsch, genannt der Ältere (* um 1050; † 22. Mai 1124 in Pegau) war als Wiprecht II. Gaugraf im Balsamgau, ab 1070 Graf von Groitzsch und ab 1123 als Wiprecht (I.) Markgraf von Meißen und der Lausitz. Er entstammte einem Adelsgeschlecht aus der Altmark. Nach dem Tode seines Vaters, Gaugraf Wiprecht I. vom Balsamgau, wuchs Wiprecht ab 1060 im Hause des Markgrafen der Nordmark, Lothar Udo II., in Stade auf. Seine Mutter Sigena von Leinungen war nach dem Tod von Gaugraf Wiprecht I. in zweiter Ehe mit Friedrich I. von Pettendorf verheiratet und nach dessen Tod auf Veranlassung ihres Sohnes die dritte Äbtissin des Klosters Vitzenburg.

## Leben und Wirken
Im Jahre 1070 tauschte Wiprecht seine ererbte Herrschaft Balsamgau mit Udo II. gegen die Burg Groitzsch im Osterland ein. Vorerst konnte er sich im Groitzscher Raum nicht durchsetzen und ging mit einer Gefolgschaft von 100 Reisigen nach Böhmen zu Herzog Vratislav II. und wurde dessen Berater. Wiprecht, der ein Günstling König Heinrichs IV. war, unterstützte Vratislav II. bei dessen Erlangung der Königswürde. Im Jahre 1080 kehrte er auf die Burg Groitzsch zurück. Um 1085 heiratete er Judith, die Tochter des Herzoges Vratislav und der Swatawa von Polen; als Mitgift brachte sie das Gebiet im Gau Nisani und das Gebiet der heutigen Oberlausitz um Bautzen in die Ehe. 1087 kam der gemeinsame Sohn Wiprecht III. zur Welt.
Wiprecht bekämpfte an der Seite Heinrichs IV. im Jahre 1080 den Gegenkönig Rudolf von Rheinfelden (Rudolf von Schwaben) und zog 1084 mit Heinrich gegen den Papst Gregor VII. nach Rom.
Gegen seine Widersacher unternahm er einen Rachezug nach Zeitz. Dort erschlug er Vicelin von Profen samt 17 Getreuen. Da sich Hageno von Tubichin in die Jacobskirche zu Zeitz zurückgezogen hatte, zündete sie Wiprecht II. an und zwang so seinen Gegner herauszukommen. Da er ihn wegen des kirchlichen Asyls nicht töten konnte, stach er ihm die Augen aus. Im Anschluss unternahm er 1090 eine Pilgerreise nach Rom und Santiago de Compostela und gründete 1091 das Benediktinerkloster Sankt Jacob bei Pegau, welches 1096 geweiht wurde. Von hier aus wurde die Kolonisation in Richtung Mulde vorangetrieben. Die ersten Siedler holte Wiprecht II. aus Franken.
Nach dem Tode seiner Frau Judith im Jahre 1108 ging er 1110 eine zweite Ehe mit Kunigunde ein, der Witwe des Grafen Kuno von Beichlingen und Tochter des Markgrafen Otto I. von Meißen. Die Feier wurde eine Doppelhochzeit, da sein Sohn Wiprecht III. gleichzeitig mit Kunigundes Tochter Kunigunde von Beichlingen getraut wurde.
Wiprecht beteiligte sich an den Feldzügen Kaiser Heinrich V., der 1106 seinem Vater Heinrich IV. auf dem Thron gefolgt war.
Als Wiprecht III. 1110 versuchte, seinen Onkel Bořivoj II. wieder als böhmischen Herzog einzusetzen, fiel auch Wiprecht selbst bei Heinrich V. in Ungnade. Wiprecht III. wurde zusammen mit Bořivoj II. auf der Burg Hammerstein festgesetzt. Gegen Rückgabe der Gaue Nisani und Bautzen sowie der Herrschaften Leisnig und Morungen kaufte Wiprecht seinen Sohn frei.
Wiprecht schloss im Jahr 1113 mit Graf Ludwig dem Springer von Thüringen und dem rheinischen Pfalzgrafen Siegfried von Ballenstedt ein Bündnis gegen den Kaiser. Sie wurden von Hoyer von Mansfeld bei Warnstedt an der Teufelsmauer überfallen. Die über Wiprecht verhängte Todesstrafe wurde gegen Abtretung aller seiner Güter aufgehoben, und er wurde bis zum Jahre 1117 auf der Reichsburg Trifels eingekerkert.
Sein Sohn Wiprecht III., der am 11. Februar 1115 in der Schlacht am Welfesholz auf der Seite des späteren Kaisers Lothar von Supplinburg siegreich gegen Heinrich V. kämpfte (Hoyer von Mansfeld fiel in der Schlacht), verstarb 1116.
Wiprecht, der nach seiner Freilassung im Jahr 1118 auch die konfiszierten Güter zurückerlangt hatte, wurde zum Burggrafen von Magdeburg ernannt. Im Jahre 1123 erkaufte er sich bei Kaiser Heinrich V. seine Belehnung mit den Markgrafschaften Meißen und Lausitz. Dagegen erhoben sich unter der Führung des Herzog Lothar von Supplinburg die sächsischen Adligen und vertrieben Wiprecht. Herzog Lothar ignorierte die kaiserliche Verleihung der Markgrafschaften an Wiprecht und belehnte zu diesem Zeitpunkt noch unrechtmäßig 1123 Konrad von Wettin mit der Mark Meißen und Albrecht den Bären mit der Lausitz.
1124 erlitt Wiprecht durch ein Feuer auf seinem Besitz in Halle schwere Verbrennungen. Er starb im Kloster St. Jacob in Pegau an seinen Verletzungen. Wiprechts Kenotaph aus Sandstein kann heute in der Pegauer Kirche St. Laurentius besichtigt werden.

## Gefangenschaft auf Burg Trifels
Zu den Hintergründen seiner Haft auf Reichsburg Trifels teilen Sprater und Stein sinngemäß mit:
In den Kämpfen zwischen Kaiser Heinrich IV. gegen den Gegenkönig Rudolf von Schwaben ergriff Wiprecht von Groitzsch Partei für den Kaiser und wurde daher vom kaiserfeindlichen Papst Gregor VII. mit dem Kirchenbann belegt (siehe dazu: Rudolf von Rheinfelden → Anerkennung Rudolfs durch den Papst). Als der Sohn des Kaisers, Heinrich V., gegen seinen Vater intrigierte, unterstützte Wiprecht den Sohn. Im Jahre 1112 unterstützte Wiprecht den Gegner des neuen Kaisers Heinrich V., Herzog Lothar von Sachsen (Lothar von Süpplingenburg). Er wurde daher von Kaisertreuen gefangen genommen und im Frühjahr 1113 auf dem Reichstag in Würzburg mit der Reichsacht belegt. Seine Güter wurden konfisziert und er wurde 1113 als Gefangener auf Burg Trifels gebracht. Nach seiner Freilassung im Jahre 1116 diente er dem neuen Kaiser Heinrich V. bis zu seinem Tode 1124 treu.

## Ehen und Nachkommen
Wiprecht II. war zweimal verheiratet.
- Aus seiner ersten Ehe mit Judith († 1108) stammte seine Tochter Bertha. Sie überlebte ihren Mann, den Markgrafen der Niederlausitz, Dedo IV., und erbte die Herrschaft Groitzsch. Wiprechts jüngerer Sohn Heinrich von Groitzsch folgte seinem Vater als Burggraf von Magdeburg und Markgraf der Lausitz. Seinen Anspruch auf die Markgrafschaft Meißen konnte er nicht durchsetzen. Wiprechts ältester Sohn Wiprecht III. verstarb bereits 1116. Er war mit Kunigunde der Jüngeren von Beichlingen, Tochter des Grafen Kuno von Beichlingen und der Kunigunde von Orlamünde, verheiratet.
- Seine zweite Ehe mit Kunigunde von Orlamünde, der jüngsten Tochter des Markgrafen Otto von Meißen und Grafen von Weimar-Orlamünde und zweimaligen Witwe (Jaropolk Isjaslawitsch von Kiew und Kuno von Beichlingen), blieb kinderlos. Da Wiprecht das Erbe Kunigundes seinem Haus sichern wollte, verheiratete er seinen ältesten Sohn Wiprecht III. mit Kunigundes Tochter Kunigunde der Jüngeren.

## Ausstellung
Ein ganzer Bereich in der archäologischen Dauerausstellung im Staatlichen Museum für Archäologie Chemnitz widmet sich vier wichtigen Lebensstationen des Wiprecht von Groitzsch.